# Hans Högg
Hans Högg, auch Hans Hoegg geschrieben, (* 22. Februar 1901 in Charlottenburg; † 14. Dezember 1974 in Santos, Brasilien) war ein deutscher Architekt, Stadtplaner, Baubeamter und Hochschullehrer. 

## Leben

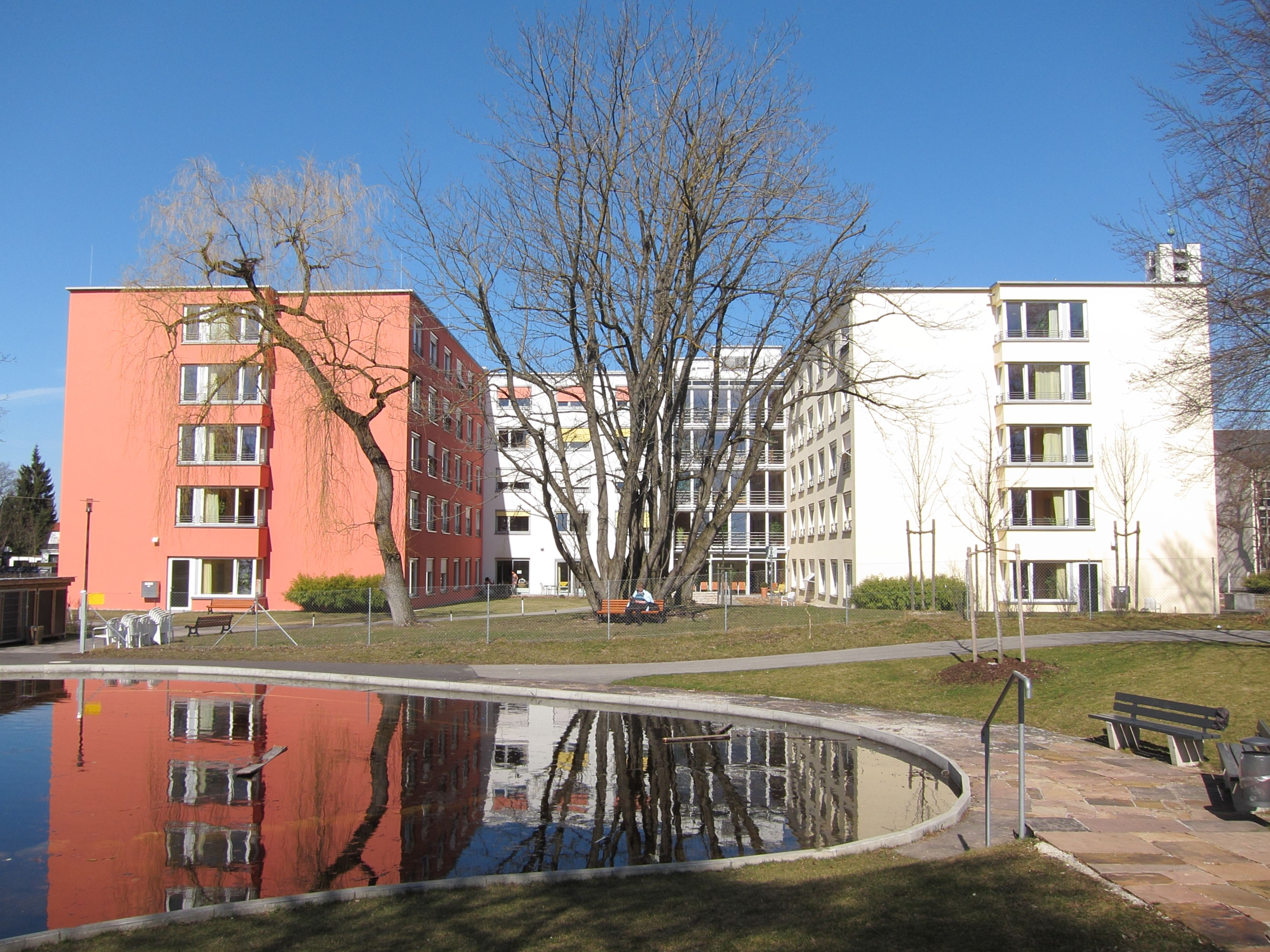
Alfons-Hoffmann-Altenheim in München-Pasing, 1957

Högg studierte an der Technischen Hochschule Dresden und an der Technischen Hochschule Stuttgart Architektur. 1928 wurde er mit der Dissertation Türkenburgen am Bosporus und Hellespont in Dresden zum Dr.-Ing. promoviert. Er war der Sohn des bekannten Architekten, Kunstgewerblers und Hochschullehrers Emil Högg.
Högg hatte berufliche Stationen in Radebeul, Rähnitz-Hellerau, Berlin, Hildesheim und München. Danach war er Stadtbaurat in Stettin. 1945 übernahm er eine Lehrstuhlvertretung für Wohnungswesen, Städtebau und Landesplanung an der Technischen Hochschule Hannover. 1947 bekam sein Wettbewerbsentwurf für den Wiederaufbau der Kasseler Innenstadt einen 1. Preis, doch wurde dieser nicht umgesetzt. Er beteiligte sich erfolglos auch am Wiederaufbauwettbewerb für Frankfurt am Main und saß in der Jury beim Wiederaufbauwettbewerb für Hannover. 1948 war er Mitglied im Planungsbeirat Kassel und Gutachter bei den Aufbaugemeinschaften in Hannover und Bremen. 1949 saß er erneut in der Jury beim Wiederaufbauwettbewerb für Hannover. Von 1950 bis 1956 war Högg Stadtbaurat in München.
1957 wurde Högg Leiter des Münchener Stadtbauamts und übernahm gleichzeitig das neu geschaffene Baureferat, das aus Stadtbauamt und Wiederaufbaureferat bestand. Kurz danach ging Högg nach Istanbul, wo er bis 1963 verschiedenen Regierungsstellen als Berater für Umbau und Erneuerung der Stadt zur Verfügung stand.
Högg starb am 14. Dezember in Santos, als er auf dem Weg nach Südbrasilien war. Seine Urne wurde auf dem Münchener Waldfriedhof beigesetzt.

## Werke (Auswahl)
- Alfons-Hoffmann-Altenheim in München-Pasing (zusammen mit Felix Büttner)
- Bebauung der Brüderstraße in Kassel (zusammen mit Walter Baumgarten und Günther Marschall)
- Schule am Bayernplatz in München-Schwabing (1953)[5]

## Schriften
- Die Magistralen im Stadtverkehr. In: Baurundschau, Jahrgang 1947, Nr. 102.
- Wiederaufbau einer zerstörten Stadt. Die Neugestaltung des Innenraums von Kassel. Preisgekrönter Entwurf aus einem Architektenwettbewerb. In: Göttinger Universitätszeitung, Nr. 3/II (o. J., wohl Ende 1947).
- Die Durchgrünung unserer zerstörten Städte. In: Baurundschau, Jahrgang 1948, Heft 7/8.
- Istanbul. Stadtorganismus und Stadterneuerung. Karawane-Verlag, 1967.